# Iglesia nativa polaca

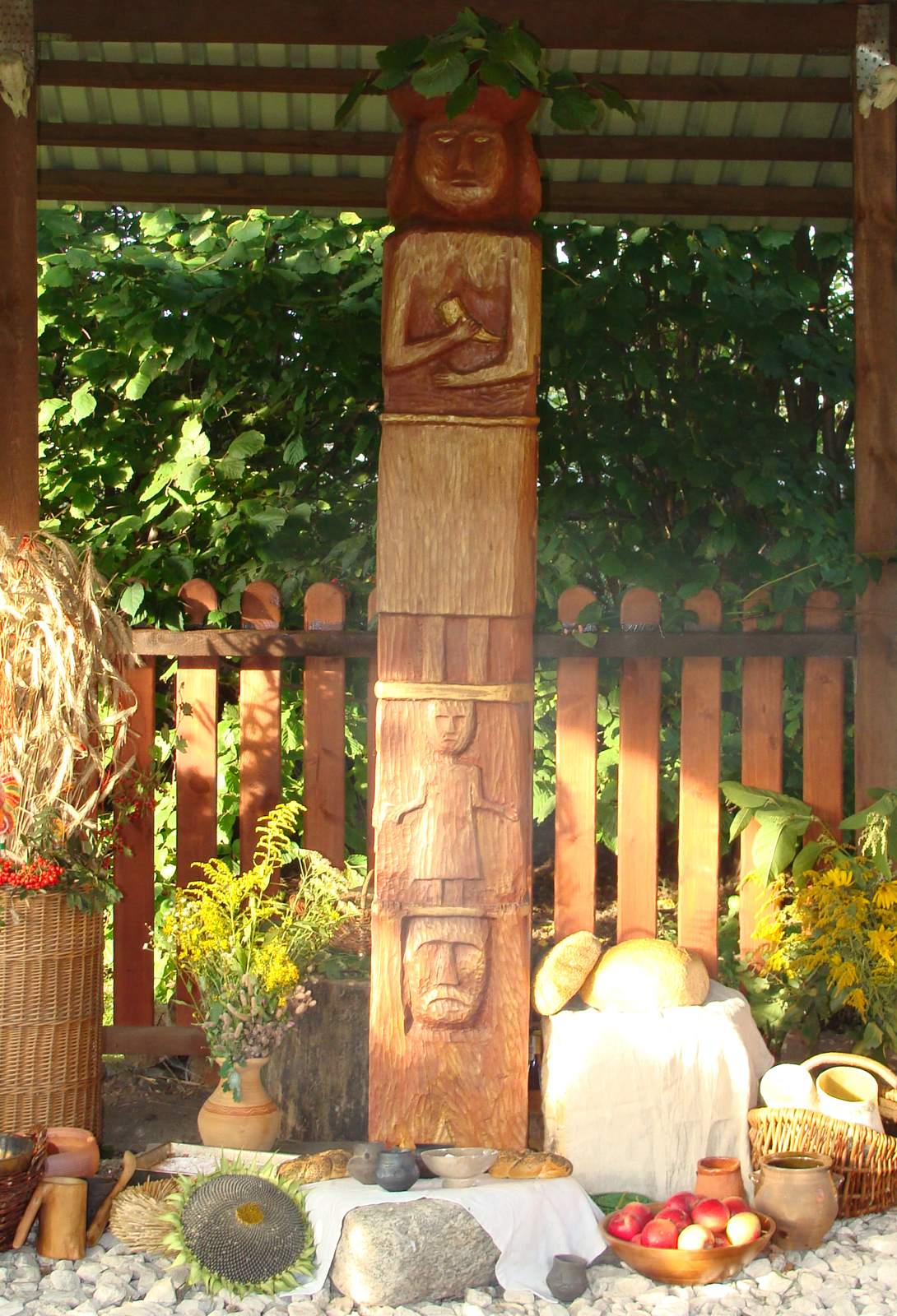
Festival de la Cosecha (Plony) en el Chram (templo) Mazowiecki, RKP (2009)

La Iglesia Polaca Nativa, Rodzimy Kościół Polski (RKP) es una organización religiosa neopagana polaca, que se refiere a las creencias étnicas y previas a la era cristiana del pueblo eslavo. La organización tiene su sede en Varsovia. Los templos, que reúnen típicamente a creyentes locales, se encuentran esparcidos por todo el país. La RKP fue registrada con el Ministerio de Interior y Administración de Polonia, bajo la denominación de «iglesia» en marzo de 1995.

## Etimología
El nombre de la Iglesia Nativa Polaca se inspiró en el nombre de una iglesia que asocia a los descendientes de los pueblos nativos de América, los indios: la Iglesia Nativa Americana. Del mismo modo que la Iglesia Nativa Americana, la Iglesia Nativa Polaca se refiere a las antiguas creencias étnicas (precristianas); al mismo tiempo que respeta todas las religiones posteriores. El término «Iglesia», que aparece en el nombre de la organización, se usa únicamente para denotar una organización religiosa de creyentes y su clero.

## Creencias básicas
Las creencias de la Iglesia nativa polaca se basan, por un lado, en el concepto de henotismo y una mezcla de panteísmo (o incluso panenteísmo) y politeísmo; por otro lado –es decir, la creencia de que el destino lo decide una fuerza cósmica conocida como el Dios Supremo (identificado por muchas fiestas de la iglesia nativa polaca como el Multiverso), cuyos diversos aspectos (encarnaciones) se manifiestan en forma de otros dioses menores. Mientras que oficialmente la Iglesia Nativa de Polonia reconoce que el dios más alto es Świętowit, otros nombres de los círculos más altos del panteón eslavo se usan comúnmente (como Perun o Swaróg). Los miembros de la Iglesia Nativa de Polonia suponen que el Dios Supremo siempre seguirá siendo la deidad más alta, independientemente del nombre utilizado. El verdadero nombre del dios (si existiera) siempre permanecerá más allá de la percepción humana. Los miembros creen que el Dios supremo (en su forma pura como eterno, infinito e ilimitado absoluto, que en sí mismo contiene todas las razones de la existencia) no puede describirse en términos de bien y mal, ni utilizando ningún otro criterio subjetivo humano. Al mismo tiempo, los creyentes aceptan que estos criterios (aunque hasta cierto punto) pueden aplicarse a dioses y diosas menores que viven algo más cerca de la existencia humana. Otros dioses y diosas (como manifestaciones simplificadas del Dios Supremo) vigilan aspectos específicos de la naturaleza y a menudo son sinónimos de la naturaleza misma.

## Símbolos religiosos

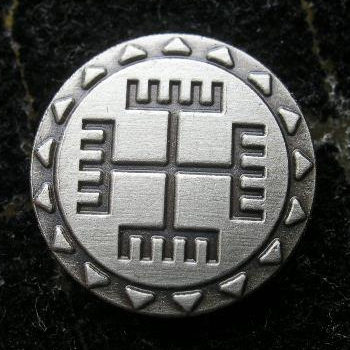
Manos de Dios
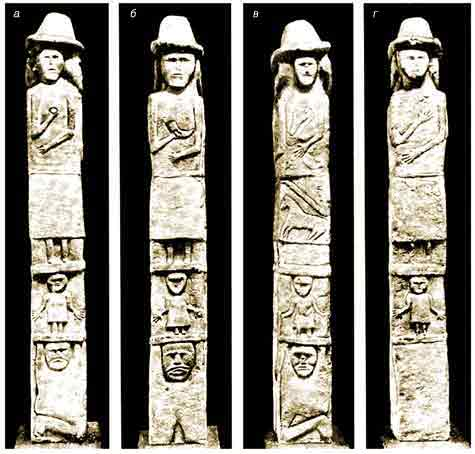
Ídolo de Zbruch
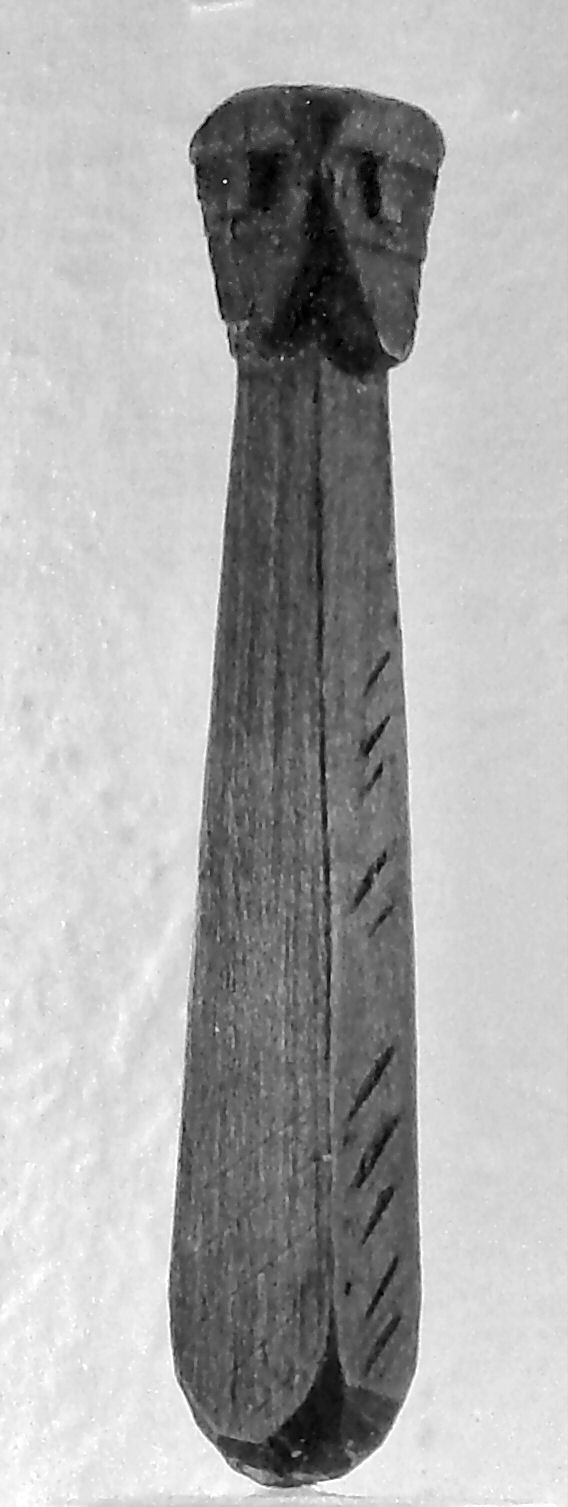
Świętowit de Wolin

La iglesia nativa polaca utiliza tres símbolos religiosos principales. Estos son:
- Las Manos de Dios (un detalle gráfico tomado de un recipiente encontrado en Biała cerca de Łódź), un ideograma que denota al Dios Supremo, así como al universo y el equilibrio cósmico hacia la Naturaleza que siempre fluye;
- El ídolo de Zbruch, una interpretación iconográfica de, entre otras cosas, el universo, así como la imagen del panteón principal de las deidades eslavas;
- Świętowit de Wolin.[2]